# Gejjalagere, Maddur
Gejjalagere là một làng thuộc tehsil Maddur, huyện Mandya, bang Karnataka, Ấn Độ.